# (36255) 1999 XR17
1999 XR17 (asteroide 36255) é um asteroide da cintura principal. Possui uma excentricidade de 0.18972960 e uma inclinação de 14.12969º.
Este asteroide foi descoberto no dia 2 de dezembro de 1999 por LINEAR em Socorro.